# Oleria clio
Oleria clio är en fjärilsart som beskrevs av Pieter Cramer 1782. Oleria clio ingår i släktet Oleria och familjen praktfjärilar. Inga underarter finns listade i Catalogue of Life.